# Черепанова гора
Черепа́нова гора́ (укр. Черепанова гора) — историческая местность Киева, возвышение между улицами Эспланадной, Анри Барбюса, Госпитальной и Евгения Коновальца. Название «Черепанова гора» возникло после 1815 года, когда киевским гражданским губернатором был Павел Сидорович Черепанов (тут находилась его усадьба). Со временем на Черепановой горе был разбит Алексеевский парк. В 1913 году поблизости от Черепановой горы была устроена Всероссийская промышленная и сельскохозяйственная выставка, для которой лучшие архитекторы Киева возвели высокохудожественные деревянные и каменные павильоны. С 1920-х годов тут размещался Красный стадион. В 1937 году началось строительство стадиона имени Хрущёва (теперь Национальный спортивный комплекс «Олимпийский», реконструировался в 1966—1967 и 2010—2011 годах). На Черепановой горе расположены Киевский университет физкультуры и спорта, гостиница «Русь».
Станция метро — «Олимпийская».